# Delphinium muliense
Delphinium muliense är en ranunkelväxtart som beskrevs av Wen Tsai Wang. Delphinium muliense ingår i släktet storriddarsporrar, och familjen ranunkelväxter. Utöver nominatformen finns också underarten D. m. minutibracteolatum.